# Spathoglottis tomentosa
Spathoglottis tomentosa är en orkidéart som beskrevs av John Lindley. Spathoglottis tomentosa ingår i släktet Spathoglottis och familjen orkidéer.
Artens utbredningsområde är Filippinerna. Inga underarter finns listade i Catalogue of Life.